# Župnija Artiče
Župnija Artiče je rimskokatoliška teritorialna župnija Dekanije Videm ob Savi Škofije Celje.
Do 7. aprila 2006, ko je bila ustanovljena Škofija Celje, je bila župnija del Savskega naddekanata Škofije Maribor.
Odkar je sosednja Župnija Sromlje bila brez lastnega župnika, jo je soupravljal artiški župnik. 1. avgusta 2023 je prišla Župnija Artiče pod soupravo Župnije Brežice, pred tem pa je bila v soupravi Župnije Dobova.

## Cerkev
| #  | Slika                     | Cerkev          | Kraj   |
| -- | ------------------------- | --------------- | ------ |
| 1. | Klikni za spremembo slike | Cerkev sv. Duha | Artiče |